# Paraú
Paraú é um município brasileiro no estado do Rio Grande do Norte. De acordo com o IBGE (Instituto Brasileiro de Geografia e Estatística), no ano 2024 sua população era estimada em 3.659 habitantes. Área territorial de 383 km².
Por proposta de um vereador, foi criada uma lei e realizado um plebiscito que alterou o nome do município para Espírito Santo do Oeste em abril de 1998. No entanto, dois anos depois, a alteração foi impugnada pelo Tribunal Regional Eleitoral (TRE), que não homologou a alteração, voltando o município ao seu nome original.

## História
Os primeiros habitantes da região correspondente hoje ao município de Paraú foram os índios tapuias, da nação dos Tarairius e da tribo Pegas. Os tapuias habitavam o interior de praticamente todo o nordeste, desde a Bahia até os sertões de estados como Ceará, Paraíba, Pernambuco e Rio Grande do Norte. Dividiam-se em várias tribos e grupos. Outros nomes também são atribuídos aos nossos Pegas como Ariús, Ariás, Uriús e Ária. Eles habitavam desde as imediações do Vale do Açu até o Seridó. Esses índios eram nômades, ou seja, não tinham uma morada fixa.
O primeiro marco de povoamento se deu na Fazenda Beldroega, quando no ano de 1710, Bento Teixeira Ribeiro e seu sócio Manuel Neto da Cunha receberam uma data de terra concedida pelo Capitão-mor Andre Nogueira (da Costa), às margens do riacho Paraú chamado AS BELDROEGAS, que foi prescrita por nunca ter sido povoadas e encontrar-se devoluta. Mais de um século depois passou a pertencer a família de Jerônimo José Peixoto, pai de Padre Amaro Theot Castor Brasil.
Padre Amaro junto a três irmãos lutaram bravamente na guerra do Paraguai entre os anos de 1865 e 1870, voltando condecorados. Entre os anos de 1870 e 1875 foi erguida uma capela em devoção a Nossa Senhora da Piedade, cumprindo assim uma promessa feita por sua mãe. A Capela foi construída na fazenda Paraíso, onde passaram a residir.
Em 1898, por incentivo de uma tia por nome Raulinda, Padre Amaro doou umas braças de terra para ali se construir uma capela sob a invocação do Divino Espírito Santo, mas no ano de 1900 foi transferido para a cidade de Maués, no Amazonas, e assim não realizou a construção.
A população se adensou na Fazenda Espírito Santo propriedade de Luiz Justino de Oliveira Gondim. O mesmo nasceu na fazenda Cachoeira, em 1865. Aos 23 anos, mudou-se para a Fazenda Espírito Santo, casando-se com Maria Damásia Gomes, estabelecendo-se numa casa de taipa, com pequeno negócio de compra e venda que prosperando proporcionou a abertura de casas comerciais em outros municípios. Ali permaneceu, mesmo após o falecimento de sua esposa, empenhou-se em fazer progredir a sua terra, pelo bem comum.
Em 1911, casa-se novamente, com Maria Siqueira Cabral, iniciando-se no ano seguinte, a construção da capela em devoção ao Divino Espírito Santo (Só em 1940 foi ampliada).
O município teve a sua emancipação política aos 10 de maio de 1962, quando foi desmembrado do município de Augusto Severo (atual Campo Grande).

## Geografia
O território de Paraú corresponde a 0,7257% da superfície estadual, estendendo-se por 383,214 km² de área, dos quais 1,057 km² constituem a cidade. Distante 243 km da capital do estado, Natal, limita-se com Upanema e Assu a norte, Triunfo Potiguar a sul, novamente Assu a leste e Campo Grande a oeste. De acordo com a divisão territorial vigente desde 2017, Paraú pertence à região imediata de Açu, na região intermediária de Mossoró; até então, com a vigência das mesorregiões e microrregiões, pertencia à microrregião do Médio Oeste, por sua vez incluída na mesorregião do Oeste Potiguar.
O relevo de Paraú é baixo, inserido na Depressão Sertaneja, cuja geologia pertence ao embasamento cristalino, datada do período Pré-Cambriano, entre um bilhão e 2,5 bilhão de anos, compreendendo rochas da Formação Jucurutu a sul e do Complexo Gnáissico-Migmatítico no restante do território. Os solos são férteis, com textura variada, sendo predominantes o solonetz solodizado e o bruno não cálcico vértico, o primeiro de mal a imperfeitamente drenado e chamado de planossolo na nova classificação brasileira de solos, enquanto o segundo, moderadamente drenado, constitui o luvissolo. Também existem pequenas áreas de latossolo a norte e solo litólico ou neossolo a leste.
Esses solos são cobertos pela vegetação do bioma da Caatinga, que perde suas folhas na estação seca Paraú apresenta 92,45% do seu território na bacia hidrográfica do rio Piranhas-Açu e os 7,55% restantes na bacia do rio Apodi–Mossoró, sendo cortado pelo rio Paraú e alguns riachos, todos intermitentes ou temporários, isto é, fluem somente na estação chuvosa. No curso do rio Paraú, a cinco quilômetros do centro da cidade, está o Açude Beldroega, com capacidade para 8 057 520,15 m³ e construído em 1987.
Com temperaturas elevadas e chuvas concentradas no primeiro semestre, Paraú apresenta características de clima semiárido. Desde 1923, quando teve início o monitoramento pluviométrico da cidade, o maior acumulado de chuva em 24 horas registrado na cidade chegou a 180 mm em 27 de abril de 1989, mês este que também é o mais chuvoso da série histórica, com 575,4 mm, enquanto o recorde anual é de 1 570,4 mm em 1974, seguido por 1 448,2 mm em 1985 e 1 163 mm em 1989.
| Dados climatológicos para Paraú (1923-2020) | Dados climatológicos para Paraú (1923-2020) | Dados climatológicos para Paraú (1923-2020) | Dados climatológicos para Paraú (1923-2020) | Dados climatológicos para Paraú (1923-2020) | Dados climatológicos para Paraú (1923-2020) | Dados climatológicos para Paraú (1923-2020) | Dados climatológicos para Paraú (1923-2020) | Dados climatológicos para Paraú (1923-2020) | Dados climatológicos para Paraú (1923-2020) | Dados climatológicos para Paraú (1923-2020) | Dados climatológicos para Paraú (1923-2020) | Dados climatológicos para Paraú (1923-2020) | Dados climatológicos para Paraú (1923-2020) |
| Mês                                         | Jan                                         | Fev                                         | Mar                                         | Abr                                         | Mai                                         | Jun                                         | Jul                                         | Ago                                         | Set                                         | Out                                         | Nov                                         | Dez                                         | Ano                                         |
| ------------------------------------------- | ------------------------------------------- | ------------------------------------------- | ------------------------------------------- | ------------------------------------------- | ------------------------------------------- | ------------------------------------------- | ------------------------------------------- | ------------------------------------------- | ------------------------------------------- | ------------------------------------------- | ------------------------------------------- | ------------------------------------------- | ------------------------------------------- |
| Precipitação (mm)                           | 50,7                                        | 90,7                                        | 154,5                                       | 162                                         | 80,2                                        | 33,1                                        | 22,8                                        | 4                                           | 2,2                                         | 1,9                                         | 2,6                                         | 12,2                                        | 616,9                                       |